# Поле-Кугунур
Поле-Кугуну́р (рос. Поле-Кугунур, марій. Поле-Кугунур) — присілок у складі Параньгинського району Марій Ел, Росія. Входить до складу Усолинського сільського поселення.

## Населення
Населення — 79 осіб (2010; 96 у 2002).
Національний склад (станом на 2002 рік):
- татари — 56 %
- марі — 29 %